# Codex Cyprius
Der Codex Cyprius (Gregory-Aland no. Ke oder 017; von Soden ε 71) ist eine griechische Handschrift der vier Evangelien, welche auf das 9. Jahrhundert datiert wird. Die Handschrift ist vollständig.

## Beschreibung
Sie besteht aus den vier Evangelien auf 267 Pergamentblättern, allerdings fehlen dem Codex einige Teile der Evangelien.
Das Format ist 26 × 19 cm, der Text steht in einer Spalte mit 16–31 Zeilen.
Der griechische Text des Codex repräsentiert den byzantinischen Text und wird der Kategorie V zugeordnet.

## Geschichte
Die Handschrift wurde durch Bernard de Montfaucon, Johann Martin Augustin Scholz, Johann Leonhard Hug, Samuel P. Tregelles, Konstantin von Tischendorf, Silva Lake, und William Hatch untersucht.
Der Codex wird in der Bibliothèque nationale de France (Gr. 63) verwahrt.

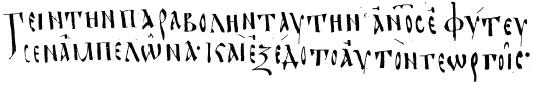
Lukas 20,9